# Nabònides

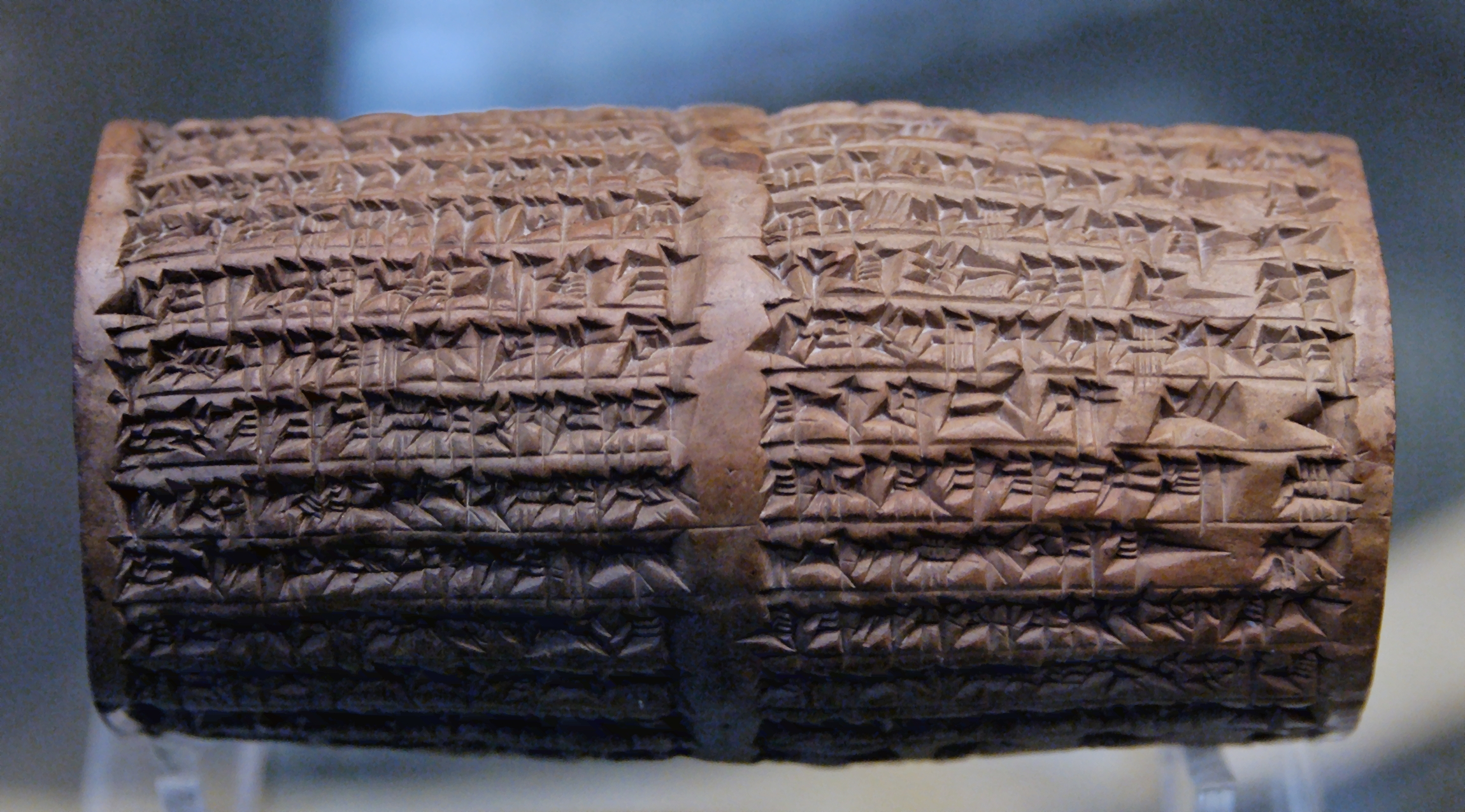
Cilindre de terracota fet per Nabònides, relatiu a reparacions en el temple de Sîn, Museu Britànic

Nabònides o Nabû-nāʾid va ser l'últim rei de Babilònia i de la Dinastia Caldea o Neobabilònica. Va regnar entre els anys 556 aC i 539 aC.

## Historiografia sobre Nabònides
La percepció sobre el regnat de Nabònides va ser fortament acolorit, sobretot pels perses i els grecs, així com per la Bíblia hebrea. Com a resultat d'això, Nabònides sovint es descriu en termes molt negatius en els estudis moderns i contemporanis. Tot i això, diverses proves i una avaluació del material torbat han modificat les opinions sobre Nabònides i els esdeveniments que van ocórrer durant el seu regnat que s'han alterat significativament en les últimes dècades.
Cap a l'any 590 aC, el rei mede Ciaxares es va enfrontar a Aliates II rei de Lídia en una guerra que va durar cinc anys. Heròdot parla d'un Lainetos, plenipotenciari del rei de Babilònia Nabucodonosor II i identificat amb Nabònides, que va ser un dels que van intervenir per posar fi a aquella guerra.

### Arribada al poder
Va arribar al poder assassinant al rei Labashi-Marduk en una revolta, que havia succeït al seu pare Neriglissar. Labashi-Marduk només va ser al tron durant tres mesos. Se sap que Nabònides no era de sang reial, perquè ell mateix ho diu. Se suposa que el seu pare era un cabdill d'una tribu aramea, i la seva mare una sacerdotessa del déu Nanna. Quan va arribar al poder va negar que fos un usurpador i diu: "Labashi-Marduk, el jove fill de Neriglissar, va seure al tron reial en contra de la voluntat dels déus ... Per ordre del déu Marduk, el meu senyor, vaig ser elevat a rei d'aquest país ... sóc el legítim successor de Nabucodonosor i Neriglissar, els reis que m'han precedit, mentre que Amel-Marduk (fill de Nabucodonosor II) i Labashi-Marduk eren sobirans impius...". Nabònides va seguir els passos de Nabucodonosor II expandint el territori i dient que els seus antecessors eren els reis de Nínive, dels que va prendre alguns dels seus títols.

### Política i religió
Va promoure una política religiosa que no va ser del gust dels sacerdots babilonis. Al costat de la tríada babilònica, Marduk, Nergal i Nabu, en va instal·lar una altra venerada pels assiris sargònides, Nanna, Xamaix i Ixtar, i va donar a Nanna, el déu del que sa mare era sacerdotessa a Haran, un lloc preeminent. Quan va iniciar el seu regnat no semblava que hi pogués haver conflicte religiós, ja que les seves victòries militars li donaven prestigi, i va poder organitzar diverses campanyes contra els països veïns. Entre els anys 554 aC i 552 aC va dirigir una campanya contra Assíria i Edom. Va recuperar Haran, en mans dels assiris, i va reconstruir el temple i la ciutat. Va associar al tron al seu fill Baltasar, i quan era absent li delegava el poder reial. L'assistia un petit grup de persones escollides, de les que es coneix un escriba personal, un "administrador" (shatammu) i un "secretari" (zazakku). L'assessoraven també un cert nombre de grans dignataris, potser uns vint, que tenien títols arcaics: "gran pastisser", "gran organitzador", "representant del palau", i "majordom", entre d'altres.
Des del punt de vista polític va dividir el regne en províncies, governades majoritàriament per les grans tribus caldees i aramees: els Puqudu, els Gambulu, els Dakkuri i els Amukkani. Els governadors tenien graus de dignitat. El primer era el governador del País de la Mar, i tots eren anomenats "Grans d'Accad". Els reis vassalls de Tir, Gaza, Sidó, Arwad i Asdod també portaven aquest títol.
Els conflictes religiosos van començar, i Nabònides es va retirar a l'oasi de Tayma l'any 549 aC, oficialment per pregar als déus i escoltar les profecies, deixant el tron al seu fill. Es va estar en aquell lloc fins a l'any 545 aC. Tornat a Babilònia, va regnar fins que Cir II el Gran l'any 539 aC va envair el país i el va destronar després de derrotar-lo a la batalla d'Opis.